# Col du Galibier
Col du Galibier er et bjergpas (2.642 m.o.h.), i den sydlige del af de franske Dauphiné-Alper. Passet forbinder byen Saint-Michel-de-Maurienne i Maurienne-dalen med byen Briançon i Guisiane-dalen via Col du Télégraphe og Col du Lautaret. Passets højeste punkt ligger på grænsen mellem departementerne Savoie og Hautes-Alpes.
Fra skisportsbyen Valloire til toppen af passet stiger terrænet 1.235 højdemeter. Fra Valloire er stigningen 17,7 km. Som hovedregel er passet åbent for vejtrafik fra 1. juni til 31. oktober. Fra byen Saint-Michell-de-Maurienne i Maurienne-dalen til Briançon er der 71 km.
Col du Galibier byder på uhindret udsigt over La Meije (3.982 m.o.h.), Guisiane-dalen og høje bjergtoppe, herunder Barre des Écrins (4.102 m.o.h.), Le Pelvoux (3946 m.o.h.) og Mont Blanc (4.810 m.o.h.) på en klar dag. Galibier er det femte højeste vejpas i de franske alper.
Passet er en del af turistruten Route des Grandes Alpes. Denne rute kommer ind i Briaçonnais ad Col du Galibier, derefter går den til Briançon for så herfra at klatre op af Col d'Izoard, og forlader så depatementet Hautes-Alpes ad bjergpasset Col de Vars.
Passet er vinterlukket. Åbningsperioden er normalt fra først i juni til slutningen af oktober.

## Galleri
- Galibier-passet
- Forår på Galibier
- Galibier
- Guisane-dalen
- De sidste kilometer af vejen mod passet

## Historie
I lang tid var Col du Galibier et strategisk forsvarspunkt for Alperne, der forbandt den højeste del af Guisane-dalen med Maurienne-dalen. I slutningen af 1800-tallet blev det under ledelse af general baron Henri Berge (guvernør general i Lyon og øverstbefalende for det 14. hærskorps) besluttet at opbygge strategiske militære ruter langs alpernes højder, hvilket tillod transport af tungt militært udstyr.
I 1879 åbnede en vej med en vognbane kaldet "Kommunikationsvej nr. 14". Denne vej lukkedes i 1947 og erstattes af det nuværende spor, der starter fra Lautaretpasset. Den nuværende vej ad Route du Galibier blev bygget fra 1879 og blev gennemført med en højtbeliggende tunnel i 1891. Før 1976 var tunnelen det eneste krydsningspunkt på toppen i en højde på 2.556 m. På grund af forfald blev tunnelen lukket i 1976 og genåbnet siden sommeren 2002.

## Cykelløb
Col du Galibier er ofte en del af en løbsetape i Tour de France og blev første gang en del af løbet i 1911. En etape af Giro d'Italia i den 96. udgave på den 19. maj 2013 var planlagt, men på grund af sne opgivet og i stedet afviklet med mål i Valloire aux Granges (4 km under passet ved siden af monumentet for Marco Pantani).
På 9. etape af Tour de France i 1996 skulle en bjergetape gå fra Val d'Isere over 196 kilometer til Sestriere via passet Col de l'Iseran og gennem Maurienne-dalen til Col du Galibier. Etapen blev på grund af dårligt vejr forkortet og sat i gang i byen Le Monetier-les-Bains 46 kilometer fra Sestriere. Bjarne Riis vandt etapen.

### Optrædener i Tour de France (siden 1947)
| År   | Etape | Kategori | Start             | Mål                | Først på toppen      |
| ---- | ----- | -------- | ----------------- | ------------------ | -------------------- |
| 1947 | 8     | 1        | Grenoble          | Briançon           | Fermo Camellini      |
| 1948 | 14    | 2        | Briançon          | Aix-les-Bains      | Lucien Teisseire     |
| 1952 | 11    | 1        | Le Bourg-d'Oisans | Sestrières         | Fausto Coppi         |
| 1954 | 19    | 1        | Briançon          | Aix-les-Bains      | Federico Bahamontes  |
| 1955 | 8     | 1        | Thonon-les-Bains  | Briançon           | Charly Gaul          |
| 1957 | 10    | 1        | Thonon-les-Bains  | Briançon           | Marcel Janssens      |
| 1959 | 18    | 2        | Grenoble          | St-Vincent-d'Aoste | Charly Gaul          |
| 1964 | 8     | 1        | Thonon-les-Bains  | Briançon           | Federico Bahamontes  |
| 1966 | 16    | 1        | Le Bourg-d'Oisans | Briançon           | Julio Jiménez        |
| 1967 | 10    | 1        | Divonne-les-Bains | Briançon           | Julio Jiménez        |
| 1969 | 10    | 1        | Chamonix          | Briançon           | Eddy Merckx          |
| 1972 | 14a   | 1        | Briançon          | Valloire           | Joop Zoetemelk       |
| 1973 | 8     | 1        | Moûtiers          | Les Orres          | Luis Ocaña           |
| 1974 | 11    | 1        | Aix-les-Bains     | Serre-Chevalier    | Vicente Lopez-Carril |
| 1979 | 17    | HC       | Les Menuires      | Alpe d'Huez        | Lucien Van Impe      |
| 1980 | 17    | HC       | Serre-Chevalier   | Morzine            | Johan De Muynck      |
| 1984 | 18    | HC       | Alpe d'Huez       | La Plagne          | Francisco Rodríguez  |
| 1986 | 18    | HC       | Briançon          | Alpe d'Huez        | Luis Herrera         |
| 1987 | 21    | HC       | Le Bourg-d'Oisans | La Plagne          | Pedro Muñoz          |
| 1989 | 17    | HC       | Briançon          | Alpe d'Huez        | Gert-Jan Theunisse   |
| 1992 | 14    | HC       | Sestrières        | Alpe d'Huez        | Franco Chioccioli    |
| 1993 | 10    | HC       | Villard-de-Lans   | Serre-Chevalier    | Tony Rominger        |
| 1998 | 15    | HC       | Grenoble          | Les Deux Alpes     | Marco Pantani        |
| 1999 | 9     | HC       | Le Grand-Bornand  | Sestrières         | José Luis Arrieta    |
| 2000 | 15    | HC       | Briançon          | Courchevel         | Pascal Hervé         |
| 2002 | 16    | HC       | Les Deux Alpes    | La Plagne          | Santiago Botero      |
| 2003 | 8     | HC       | Sallanches        | Alpe d'Huez        | Stefano Garzelli     |
| 2005 | 11    | HC       | Courchevel        | Briançon           | Aleksandr Vinokurov  |
| 2006 | 16    | HC       | Le Bourg-d'Oisans | La Toussuire       | Michael Rasmussen    |
| 2007 | 9     | HC       | Val-d'Isère       | Briançon           | Mauricio Soler       |
| 2008 | 17    | HC       | Embrun            | Alpe d'Huez        | Rémy Di Gregorio     |
| 2011 | 18    | HC       | Pinerolo          | Col du Galibier    | Andy Schleck         |
| 2011 | 19    | HC       | Modane            | Alpe d'Huez        | Andy Schleck         |
| 2017 | 17    | HC       | La Mure           | Serre-Chevalier    | Primož Roglič        |
| 2019 | 18    | HC       | Embrun            | Valloire           | Nairo Quintana       |
| 2022 | 11    | HC       | Albertville       | Col du Granon      | Warren Barguil       |
| 2022 | 12    | HC       | Briançon          | Alpe d'Huez        | Anthony Perez        |
| 2024 | 4     | HC       | Pinerolo          | Valloire           | Tadej Pogačar        |